# 離宮一
离宫一（飛馬座λ），又名BD+22 4709，HD 215665、SAO 90775、HR 8667，是飛馬座的一颗恒星，视星等为3.95，位于銀經89.26，銀緯-31.02，其B1900.0坐标为赤經22h 41m 42.8s，赤緯+23° -31.02′ 22″。